# 13092 Schrödinger
13092 Schrödinger là một tiểu hành tinh vành đai chính với chu kỳ quỹ đạo là 1154.7766744 ngày (3.16 năm).
Nó được phát hiện ngày 24 tháng 9 năm 1992.